# Тофалария
Тофала́рия — историко-культурный регион в центральной части Восточного Саяна на западе Иркутской области России на территории Нижнеудинского района. Населён малочисленным народом — тофаларами (тофы).
Площадь — 21,4 тыс. км². Население по данным переписи 2010 г. составляло 762 человека.
Ранее существовал Тофаларский национальный район Иркутской области, но в 1950 году он был расформирован и Тофалария входила в состав разных районов области. С 1965 года по настоящее время она входит в состав Нижнеудинского района.
Реки: Бирюса, Уда, Казыр, Ия, Агул, Гутара.
Населённые пункты: Алыгджер, Верхняя Гутара, Нерха, Покровск, Нижняя Гутара, Нерой (метеостанция), ранее входил также участок Яга.